# Manilyn Reynes
Manilyn Reynes-Jiménez (27 de abril de 1972, Cebú) es una cantante y actriz filipina, que reside actualmente en Manila, y fue allí en la capital de su país donde inició su carrera artística. En una de sus actuaciones ha trabajado junto a la actriz filipina, Gloria Romero, en la película "Mamá amor blanco". Aedmás también ha trabajado como conductora o presentadora de televisión, en un programa de entretenimiento. Ha sido comparada con su compatriota que también es originaria de su misma ciudad, la cantante Sheryn Regis, otra diva famosa de Filipinas. Actualmente está casada con el actor Aljon Jiménez.

## Créditos

### Filmes
- One Night Only ( Best Supporting Actress - MMFF 2008 )
- Ulong pugot naglalagot
- Shake, Rattle and Roll 2 (1990)
- Shake, Rattle and Roll 3
- Shake, Rattle and Roll 4
- Shake ,Rattle and Roll 5 (1994)
- Shake, Rattle and Roll 8
- Kung sino pang minamahal
- To Mama with Love (1983)
- Minsan May Isang Ina( FAMAS best child actress awardee for this film)
- Dear Mama (1983)
- Daddy Knows Best (1983)
- Ride on Baby (1985)
- Kwento ni Lola Basyang, Mga (1985)
- Payaso (1986)
- Daigdig ay isang butil na luha, Ang (1986)
- When I Fall in Love (1986)
- Family Tree (1987)
- Stupid Cupid (1988)
- Magic to Love (1988)
- Isang araw walang Diyos (1989)
- SuperMouse and the Roborats (1989)
- Michael and Madonna (1990)
- Feel na feel (1990)
- Michael and Madonna 2 (1991)
- Leon at ang Kuting, Ang (1991)
- Small en terrible (1991)
- Ligaw-ligawan, kasal-kasalan, bahay-bahayan (1993)
- Ober da bakod 2 (1996)
- Milyonaryong mini (1996)
- Kailanman (1996)
- Wang Wang, buhay bombero (1997)
- Ibulong mo sa diyos 2 (1997)
- Sa piling ng mga aswang (1999)
- Di ko kayang tanggapin (2000)
- Super Idol (2001)
- Bahay ni Lola (2001) - Patricia
- and many more..............

### Shows en Televisión
- Once Upon a Kiss (GMA Network)
- Got to Believe (ABS-CBN)
- Marimar (GMA Network)
- Mga Kuwento ni Lola Basyang (GMA Network)
- Bakekang (GMA Network)
- Magpakailanman (GMA Network)
- Moms (QTV 11)
- Maid in Heaven (ABS-CBN)
- Manilyn Live (RPN 9)
- That's Entertainment (GMA Network)
- Saturday Entertainment (GMA Network)
- Young Love Sweet Love (RPN 9)
- Dear Manilyn (RPN 9)
- SHE (IBC-13)
- Today's Moms (ABC 5)
- El Corazón del Oro (IBC 13)
- Sarap TV (ABS-CBN 2)
- Hapi Kung Healthy (IBC 13)
- Kadenang Bulaklak (IBC 13)
- Ober Da Bakod (GMA Network)
- Da Body En Da Guard (ABS-CBN 2)
- Onli In Da Pilipins (ABS-CBN 2)
- Lunch Date (GMA Network)
- Gintong Kristal (GMA Network)
- Sang Linggo NAPO Sila (ABS-CBN 2)
- Star Drama Theatre Presents....Manilyn
- Mother Studio Presents....Manilyn (GMA Network)
- Spotlight Presents...Manilyn (GMA Network)
- Heredero (Philippine tv drama series aired on RPN 9 [1984-1985])
- vilma on seven[gma network]
- Anna Liza (GMA 7)
- Eat Bulaga! ( ABS-CBN 2, GMA 7)

### Música
Once More
- "Sinusuyo, Niyayakap"
- "Minsan Minsan" (Sometimes)
- "My World Keeps Getting Smaller"
- "Saka Mo Sabihin" (Then Tell Me)
- "What's Forever For"
- "You to Me Are Everything"
- "Mula sa Sandaling Ito" (From This Moment)
- "Love Me Like the First Time"
- "Where Did Our Love Go"
- "Kulang Pa Ba" (Still Not Enough?)
- Sayang Na Sayang (What a Waste)
- Ikaw Pa Rin (Still You)
- Bakit Ngayon Ka Lang (Why Only Now)
- Feel Na Feel (Feel, Feel)
- Sabik Na Sabik (Very Eager)
- Yakapin Mo Ako (Embrace Me)
- Still in Love With You
- Mula Sa Puso Ko (From My Heart)
- Mr. Disco
- Somewhere Along the Way
- Together Forever
- Shake It Baby
- Nagbubulag-Bulagan (Pretending to Be Blind)
- Give Me Your Love
- Nandito Pa Rin Ako (I'm Still Here)
- Isang Pag-Ibig (One Love)
- Kung Sino Pa Ang Minahal
- Pangako (Promise)

## Discografía
- APPLE THOUGHTS
- MANILYN
- HEARTBEAT
- HIGH ENERGY
- KUNG SINO PANG MINAHAL
- STILL IN LOVE
- MULA SA PUSO
- GUGMA
- MULA SA PUSO
- VOICES
- TRUE LOVE WAYS
- ONCE MORE (Ivory Rec.)